# Trinajstletna vojna
Trinajstletna vojna (nemško Dreizehnjähriger Krieg, poljsko wojna trzynastoletnia), imenovana tudi vojna mest, je bil vojaški konflikt med Prusko zvezo in Kraljevino Poljsko na eni in Tevtonskim viteškim redom na drugi strani, ki je trajal od leta 1454 do 1466. 
Vojna se je začela kot vstaja pruskih mest in lokalnega plemstva za neodvisnost od tevtonskih vitezov. Leta 1454 se je poljski kralj Kazimir IV. poročil z Elizabeto Habsburško in Pruska zveza mu je ponudila, da ga sprejme za  svojega zaščitnika  namesto Tevtonskega reda. Ko je kralj v to privolil, je izbruhnila vojna med delom Pruske zveze pod zaščito poljske krone in delom pod zaščito tevtonskih vitezov.
Litva v vojni ni sodelovala. Vojna je potekala v mednarodnem okolju, ki ni bilo naklonjeno likvidaciji viteške države. Poljske in pruske sile so bile dovolj močne, da so zmagale, a ne dovolj močne, da bi uničile viteški red. Trinajstletna vojna se je končala s sklenitvijo Drugega torunjskega miru leta 1466. Tevtonski vitezi so morali poljski kroni prepustiti zahodno polovico svojega ozemlja, ki je bilo odtlej znano kot Kraljeva Prusija. Veliki mojster viteškega reda, kateremu je ostal vzhodni del ozemlja, se je moral pokloniti poljskemu kralju kot njegov vazal.
Že naslednje leto se je začela vojna duhovščine, ki je trajala do leta 1479. Vzrok zanjo je bil dolgotrajen spor o neodvisnosti pruske knežje škofije Varmija (Ermland) in zahteva Tevtonskega reda za revizijo Torunjskega miru.

## Ozadje

### Vzroki za vojno
Spor med Poljsko in Tevtonskim redom glede nadzora nad Gdanskim Pomorjanskim je trajal od leta 1308, ko so tevtonski vitezi zavzeli Danzig (Gdańsk) in si ga nezakonito prilastili. Ta dogodek je sprožil vrsto poljsko-tevtonskih vojn v 14. in 15. stoletju. V 15. stoletju so pruska mesta hitro gospodarsko rasla, temu pa ni sledila  rast njihovega političnega vpliva. Vladavina tevtonskih vitezov je veljala za vse bolj anahronistično – davki, carine in sistem žitnih dovoljenj, vsak trgovec je moral plačati visoke dajatve za privilegij trgovanja z žitom,  so ovirali gospodarski razvoj v pokrajini. Več besede pri vodenju države je želelo imeti tudi plemstvo in zavistno gledalo na sosednjo Poljsko, kjer je plemstvo uživalo široke privilegije. Viteze je obtoževalo tudi za kršenja redkih obstoječih privilegijev plemstva in mest. Obrtniki so bili nezadovoljni zaradi konkurence tako imenovanih partačev, obrtnikov, ki so jih vitezi naselili v bližini svojih gradov. Kašubi, Poljaki, Nemci in Prusi so se počasi stalili v en narod. Z izginjanjem nacionalnih razlik so postajali vse bolj izraziti skupni cilji vseh etničnih in družbenih skupin Prusije. Pruski stanovi so se vedno bolj nagibali k Poljski.
Leta 1397 so pruski vitezi ustanovili tajno organizacijo, imenovano Eidechsenbund, kar bi se lahko prevedlo kot Zveza kuščarjev, ki je bila usmerjena  bolj ali manj proti Tevtonskemu viteškemu redu. Organizacija je propadla, ker je ni podpiralo meščanstvo. Po zmagi poljskih in litovskih sil v bitki pri  Grunwaldu (Tannenbergu) med poljsko-litovsko-tevtonsko vojno 1409–1411 so pruski stanovi vneto obljubili zvestobo poljskemu kralju Vladislavu II. Jagelu. Potem ko Poljaki niso mogli osvojiti Marienburga (Malborka), so se hitro vrnili pod oblast reda. Določba v mirovnem sporazumu, s katerim se je končala vojna, je določala, da imajo pruske države pravico kljubovati Tevtonskemu redu, če bi ta prekršil sporazum.V naslednjih vojnah so pruski stanovi nasprotovali vsem spopadom in prisilili velike mojstre tevtonskega viteškega reda, da so sklenili mir.
21. februarja 1440 je skupina, sestavljena iz posameznikov iz pruskih mest, plemstva in duhovščine, ustanovila Prusko zvezo. K temu je največ prispevalo plemstvo iz  Kulmerlanda (dežela Helmno), Thorna (Torunj) in  Kulma (Helmno) in hanzeatskih mest Elbing (Elbląg) in Danzig (Gdansk). Videti je bilo, da je veliki mojster reda Paul von Rusdorf odobraval obstoj zveze, njegov naslednik Konrad von Erlichshausen pa je temu nasprotoval. Njegovi brezkompromisni politiki je sledil in jo stopnjeval Ludwig von Erlichshausen, ki je funkcijo  velikega mojstra prevzel leta 1449 ali 1450.

### Pogajanja (1452-1454)
Poleti 1452 jih je Pruska zveza zaprosila cesarja Friderika III. za posredovanje v sporu s tevtonskie redom. Ker se Friderik ni strinjal z ustanovitvijo zveze, jo je 5. decembra 1453 prepovedal in ji ukazal poslušnost tevtonskemu redu.
Prusi so po njegovi prepovedi poslali odposlance na Poljsko, kjer so dobili poporo predvsem Velikopoljske in kraljice Sofije Halšanske, matere poljskega kralja Kazimirja IV. Jagela. Krakovski škof Zbigniew Oleśnicki je nasprotoval tej podpori in poskušal preprečiti vojno.
Januarja 1454, v letu, ko se je Kazimir IV. poročil z Elizabeto Habsburško, je Pruska zveza zaprosila za zaščito Kazimirja IV. in Kraljevino Poljsko. Kazimir je zaprosil Prusko zvezo za bolj formalno zahtevo. 4. februarja 1454 je Tajni svet Pruske zveze poslal velikemu mojstru reda uradno izjavo nepokorščine. Dva dni pozneje je zveza sprožila upor, ki je kmalu zajel skoraj celo Prusijo, razen Marienburga, Stuhma (Sztum) in Konitza (Chojnice), ki niso bili pod tevtonsko oblastjo. Večina zajetih ordensburških gradov je bila takoj uničena.
10. februarja 1454 je Pruska zveza na Poljsko poslala uradno delegacijo, ki jo je vodil Johannes von Baysen. 20. februarja so delegati v Krakovu od Kazimirja zahtevali, naj Prusijo vključi v svoje kraljestvo. Po pogajanjih o natančnih pogojih vključitve  se je kralj z zahtevo strinjal in delegati so mu 6. marca 1454 obljubili zvestobo.
Kralj se je strinjal z vsemi pogoji pruskih delegatov in dal obsežne privilegije pruskim mestom in plemstvu. Tri dni kasneje je bil Johannes von Baysen imenovan za prvega guvernerja Prusije. Po 15. aprilu je večina pruskih posesti, z izjemo knežje škofije Varmije, obljubila zvestobo svojemu novemu vladarju.
Poljska je pred 22. februarjem poslala velikemu mojstru vojno napoved. Obe strani sta pričakovali, da se bo vojna hitro končala.

### Mednarodni položaj
Leta 1454 je bila Poljska v sporu z Veliko litovsko kneževino, kar je pomenilo, da Litva med vojno Poljski ni poslala nobene pomoči, čeprav je bil Kazimir IV. tudi veliki litovski vojvoda. Udeležila se samo nekaj neučinkovitih napadov. Na vzhodu je obema grozil napad Moskovske velike kneževine. 
Drugje so bile mednarodne razmere za Poljsko precej dobre, saj nobena tuja država verjetno ne bi posredovala. Južna meja Poljske je bila bolj ali manj varna zaradi šibkosti čeških dežel, ki je bila posledica husitskih vojn.  Hanzeatska liga je sicer simpatizirala s pruskimi mesti, vendar je podprla tevtonske viteze, ker jim je red podelil dodatne privilegije. Livonski red je imel težave z Dansko in ni mogel pomagati Tevtonskemu viteškemu redu v Prusiji. Zaradi spora med Švedsko in Dansko sta obe strani v prihajajočem konfliktu ostali bolj ali manj nevtralni.
Francija in Anglija sta bili po stoletni vojni preveč oslabljeni, da bi se vmešali, Anglija pa je bila zapletena tudi v državljansko vojno dveh rož. Filip Dobri, vojvoda Burgundije, Flandrije in Nizozemske, je bil bolj zainteresiran za ustanovitev neodvisne Kraljevine Burgundije. Glavna skrb papeža Nikolaja V. je bilo obračunavanje z Osmanskimi Turki.

## Vojske udeležencev
Poljska je vpoklicala večino svoje razpoložljive vojske. Na kraljev poziv so se morali odzvati vsi plemiči v spremstvu svojih županov in vaških upraviteljev. Mesta so jim dala na razpolago vozove s konji, hrano in postrežbo, vključno s spremstvom. V vojski sta bili dve vrsti enot: družinske, ki so jih sestavljali zelo veliki klani, in ozemeljske, ki so jih tvorili plemiči z določenega ozemlja. Kot pešaki so sodelovali tudi kmetje. Vrhovno poveljstvo je pripadalo kralju. V celotni vojski bi lahko bilo okoli 30.000 konjenikov.
Poljska krona je od  začetka 15. stoletja najemala najemnike, ki so se običajno borili pod zastavo sv. Jurija, zlasti češki. Zastava je bila ali rdeč križ na belem ali bel križ na rdečem polju. Slednja se je uporabljala le, ko sta se dve češki enoti srečali na nasprotnih straneh in ju je bilo treba razlikovati. Pomembna taktika je bil koncept tabora, ki so se ga Poljaki naučili od Čehov. 
Poljaki so imeli topništvo, sprva primitivne bombarde. Uporabljali so tudi pištole, vendar so bile neučinkovite. Pomembnejši so bili samostreli, ki so ob pravilni rabi lahko povzročili velike izgube.
Vojsko pruskih stanov so sestavljali naborniki in majhne enote, ki so jih zagotovila mesta. Slednje so štele po okoli 750 mož.  Stanovi so lahko zbrali približno 16.000 vojakov in nekaj tisoč oboroženih kmečkih pešakov. Imeli so več topništva kot poljska vojska.
Pruska mesta so lahko sestavila tudi majhno mornarico, deloma iz oboroženih trgovskih ladij, deloma iz najetih zasebnih ladij iz drugih mest.
Tevtonski red je leta 1454 izgubil večino svojih arzenalov, kasneje pa je lahko sestavil vojsko iz zvestih vitezov (svobodnih Prusov) in kmetov. Večino njenih sil so predstavljali najeti plačanci, predvsem iz Nemčije in Češke.

## Vojna

### Prva faza
Prve kopenske operacije od februarja do avgusta 1454 so izvedli pruski vojaški obvezniki ob podpori čeških plačancev iz Moravske in vojakov iz Malopoljske. Vojska,  ki ji je poveljeval Stibor von Baysen (poljsko Scibor Bażyński), brat Johannesa von Baysena, je poskušala oblegati velikega mojstra Ludwiga von Erlichshausna v mestu in gradu Marienburg, vendar brez večjega uspeha zaradi profesionalnega poveljevanja Heinricha Reußa von Plauena starejšega, komturja Elbinga.
Medtem se je v nemških kneževinah, predvsem na Saškem, organiziralo nekaj podpore Tevtonskemu redu. Okrepitve so v Prusijo prišle v drugi polovici marca 1454 in uspele zavzeti zelo pomembno strateško mesto Hojnice (Konitz) na pomembni poti iz Poljske proti izlivu Visle. Johannes von Baysen je tja preselil svoje naborniške in najemniške sile. Kmalu mu je sledil Mikołaj Szarlejski iz klana Ostoja, ki je bil predstavnik poljskega kraljestva in prejel naziv »vrhovni poveljnik sil v Prusiji«.
Leta 1454 in 1455 so tevtonski vitezi najprej zastavili in nato mejni grofiji Brandenburg prodali Neumark.
Konec aprila 1454 je pruska vojska začela oblegati Hojnice. Obrambi mesta je poveljeval Heinrich Reuß von Plauen iz Greitza. Szarlejski ni imel večjih poveljniških sposobnosti, njegova vojska ni imela dovolj topništva, pruski stanovi pa niso mogli plačati svojih plačancev, zato Hojnice niso bile resno ogrožene.
Po prihodu kralja Kazimirja IV., ko je od svojih novih podložnikov v Elbingu in Torunju prejel uradno prisego zvestobe, je proti Hojnicam napotil poljske plemiče iz Kujavije, ki so nadomestili neplačane najemnike. Konjenica kujavskih plemičev ni bila primerne za zavzemanje gradov, zato se položaj v Hojnicah ni spremenil. Kralj je poslal svoje  enote in nabornike tudi oblegat Malbork, vendar poljske sile niso mogle zavzeti gradu niti s pruskimi okrepitvami, ki so jih po zavzetju Stuhma 8. avgusta 1454 premestili v Malbork. Tevtonski vitezi so se branili spretno in so zlahka  premagali sile iz Gdanska v nenadnem napadu 13. septembra.
Ponižujoč položaj poljske krone se je še poslabšal, ko je septembra 1454 prišla iz Svetega rimskega cesarstva velika vojska najemnikov pod poveljstvom Rudolfa Žaganskega in nadarjenega vojaka, moravskega plemiča Bernharda von Zinnenberga.  Vojska je imela 9000 konjenikov in 6000 pešakov ter topništvo in številne vozove za formiranje utrjenih taborov.
Cesarjeva vojska se je počasi premikala proti Hojnicam, da bi jih rešila poljskega obleganja. To je Kazimirja prisililo, da je brez tradicionalne odobritve deželnega sejma razpisal splošen nabor v Velikopoljski. Plemiči, jezni zaradi motene žetve in neobičalne oblike nabora, so se zbrali blizu vasi Duża Cerkwica in zahtevali od kralja več privilegijev in jih 14. septembra 1454 tudi dobili.
Kazimir je svoje sile razdelil na sedem velikih enot in jih napotil v Hojnice, kjer so se jim pridružili Prusi. Sledila je bitka 18. septembra 1454, v kateri so tevtonski vitezi premagali poljsko vojsko.
Poraz je bil skoraj katastrofalen. Poljska vojska se je hitro umaknila iz Malborka. Tevtonski vitezi so se vrnili v Stuhm in zavzeli več velikih mest, med njimi Mewe (Gniew) in Dirschau (Tczew). Pod vtisom zmage križarjev so kapitulirale tudi nekatere pruske dežele. Tevtonski vitezi so desegli veliko zmago, čeprav niso imeli dovolj denarja za plačilo zmagovitih najemnikov. 9. oktobra jim je veliki mojster reda obljubil, da bodo prejeli vsa mesta, gradove in dežele Prusije, če jim ne bo mogel plačati do 19. februarja 1455, in pravico do njihove  prodaje.
Plačanci so pozneje zavzeli še dve mesti, Marienwerder (Kwidzyn) in Lessen (Łasin) blizu Malborka. Nobeno od največjih in najpomembnejših mest Prusije, tudi  Königsberg, se ni predalo. Bili so odločeni nadaljevati vojno, kar je pomenilo, da je postal Tevtonski red popolnoma odvisen od pomoči Svetega rimskega cesarstva.
Da bi rešil Poljsko, je Kazimir začel najemati češke in šlezijske vojake in jih pošiljati v pomorjanska, pomezanska in helminska mesta. Odločil se je tudi, da bo množično pozval k naboru v celem poljskem kraljestvu. Množica nabornikov v Opoki, v kateri je prevladovalo plemstvo iz Malopoljske, je zahtevala privilegije, podobne tistim v Cerekwici, in kralj jih je hitro odobril. Med 11. in 16. novembrom 1454 je Kazimir spremenil nekaj prej danih obljub v Opoki in Cerekwici in jih razširil na celo kraljestvo.
Poljska vojska je tokrat je štela skoraj 3000 konjenikov in 3000 najemnikov. Plačanci so imeli nekaj sposobnih poveljnikov, kot sta bila Jan Kolda iz Zampacha in Jan Skalski iz severnočeškega mesta Malá Skála in član družine  Valdsztejn, ali Wallenstein.
Veliki mojster se je tokrat izognil preveč tvegani bitki.  Poljska vojska je začela oblegati Lessen, katerega obrambi je poveljeval avstrijski plačanec Fritz Raweneck. Ker vojska ni bila pripravljena na zavzemanje gradov so se velike priprave  končale z novim fiaskom.

### 1555 do 1460
Prva pogajanja med sprtima stranema, ki so potekala od 9. do 10. januarja 1455, so bila neuspešna. Položaj je za Kazimirja postal težak. Za plačilo svojih plačancev se je moral zadolževati od duhovščine. Odločil se je dati dve mesti kot fevd Eriku II. Pomorjanskemu iz Stolpa (Słupsk), v upanju, da bo to zagotovilo varnost severnega Pomorjanskega. Da bi pomiril nasprotnike, je zatem odšel v Litvo, kjer je bil prisiljen ostati do poletja 1455.
V nastalem položaju so tevtonski vitezi 17. aprila 1455 povrnili vzhodni del Prusije, vključno s königsberškima mestoma Altstadt in Löbenicht. K temu so jim pripomogli upori v mestih, ki so jih povzročili novi visoki vojni davki. Zadnje vzhodnoprusko mesto, zvesto poljskemu kralju, Kneiphof, je bilo zavzeto 14. junija 1455 po dolgem obleganju pod poveljstvom Heinricha Reussa von Plauen starejšega. Poljaki so nizali poraz za porazom in kasneje izgubili tudi Varmijo (Ermeland).
Resnici na ljubo tudi veliki mojster ni mogel plačati svojih najemnikov, ki so na ta račun maja 1455 zasedli gradove Marienburg, Dirschau in Eylau (Iława). Najemniki Ulricha (Oldřich) Červonka so se takoj začeli pogajati s Poljsko o prodaji gradov.
Mednarodne razmere so se bistveno poslabšale. 25. marca je cesar Friderik III. prepovedal Prusko zvezo in trgovanje z njenimi članicami. Dne 24. septembra 1455 je papež Kalikst III. opozoril, da bo izobčil Prusko zvezo in vse njene zaveznike, če ne bodo sklenili miru z redom. Junija 1455 so tevtonski vitezi dobili novega zaveznika, danskega kralja Kristijana I., ki je napovedal vojno Poljski in Pruski zvezi. Vse to pa ni pomenilo nič drugega kot motnjo v trgovanju, saj je bila Danska še vedno zaposlena z vojno s Švedsko.
Pretresen zaradi izgube Kneiphofa je Kazimir, ki je bil v dolgovih in ni mogel najeti novih plačancev, množično vpoklical nove nabornike. Poljska vojska se je počasi premikala proti Torunju. Vojaške akcije so bile za kratek čas ustavljene, ko je kralj končno pristal na posredovanje brandengurškega mejnega grofa Friderika II. Vsi predhodni predlogi mediacije z različnih strani so bili zavrnjeni. Mejnemu grofu ni uspelo doseči miru, ker tevtonski vitezi po zadnjih uspehih niso bili pripravljeni na kompromis. Poljaki so predlagali, naj Tevtonski red zapusti Prusijo in se kje drugje bojuje s pogani. Odposlancem Svetega rimskega cesarstva so v ta  namen ponudili Podolje na meji s Krimskim kanatom. Pogajanja so se 26. septembra neuspešno končala in vojna se je nadaljevala.
Nova poljska vojska je bila večja od prejšnje. Vključevala je vojake iz Rdeče Rutenije, majhne pomožne sile litovskih Tatarov in nekaj plačancev iz Šlezije. Oblegala je Lessen, vendar ga ni osvojila. Ko je Kazimir IV. ukazal nadaljnji pohod do Graudenza (Grudziądz), je plemstvo to zavrnilo in se namesto tega odločilo plačati nov davek, ki bi kralju omogočil, da najame več plačancev.
Po tej odločitvi se stanje ni dosti spremenilo. Tevtonski vitezi so zlahka zavzeli Memel (Klaipėda), njihove ofenzive v drugih smereh pa so zaustavili meščani iz Torunja in Helminske dežele pod vodstvom  Andrzeja Tęczynskega. Jeseni 1455 so se kmetje vzhodne Mazurije, utrujeni od vojne, uprli tevtonskim vitezom, vendar so bili 1. januarja 1456 pri Rheinu (Ryn) poraženi. Vojaške akcije na kopnem so bile omejene na manjše pohode in lokalne spopade.
Na Baltiku je Kazimir pozval Gdansk, naj zgradi floto, ki bo sposobna prekiniti pomorske povezave med Tevtonskim redom in njegovimi zavezniki. Maja 1456 so zasebniki, ki jih je najel Gdansk, zajeli nizozemske ladje, kar je povzročilo konflikt z Amsterdamom in burgundskim vojvodom Filipom Dobrim. V dveh tednih avgusta 1457 so tri ladje iz Gdanska  v bližini Bornholma premagale združeno dansko-livonsko floto 16 ladij.
Na začetku leta 1454 prvi poljski vojvoda Gdanska postal Jan Janski, ki je razen vojske uporabljal tudi diplomacijo, da bi gospodarsko oslabil Tevtonski red in ga onesposobil plačevati najemnike. S svojima bratoma in Stiborjem Ponješkim je ustanovil sklade za plačevanje najemnikov na poljski strani.  Zbran denar so zatem uporabili za podkupovanje neplačanih najemnikov na nasprotnikovi strani.  Po dolgih pogajanjih so se tevtonski plačanci strinjali, da bodo Poljski prodali tri gradove v Prusiji, vključno z Malborkom. 6. junija 1457 so gradovi Malbork, Dirschau in Eylau za 190.000 ogrskih zlatnikov prešli v poljsko last. Dva dni kasneje je Kazimir vstopil v grad Malbork in meščani so se mu poklonili. 
Prvi poljski šerif gradu je postal Oldřich Červenka. Kralj je pruskim mestom ponovno podelil obširne privilegije. Na splošno se je pričakovalo, da se bo po padcu prestolnice Tevtonskega reda vojna hitro končala. Optimizem je kmalu zbledel, ko poljska vojska, ki ji je poveljeval Prandota Lubieszowski, ni mogla zavzeti Meweja, ki ga je znova branil Raweneck. Kazimir se je moral vrniti na Poljsko, da bi zbral denar za plačilo svojih dolgov in najemnikov. Razpoloženje se je še poslabšalo, ko je veliki mojster reda organiziral novo ofenzivo. Tevtonski vitezi so prejeli znatno pomoč od königsberških meščanov, svobodnih pruskih vitezov in drugih. Gradov Wehlau (Znamensk) in Schippenbeil (Sępopol) jim ni uspelo osvojiti, septembra 1457 pa so ponovno porazili poljsko vojsko.
Tevtonske sile pod poveljstvom Bernarda von Zinnenberga so s pomočjo meščanov presenetile poljsko vojsko in 28. septembra 1457 osvojile Malbork. Neosvojen je ostal samo grad, ki mu je poveljeval Červenka.  Napredovanje tevtonskih vitezov je ustavila vojska iz Velikopoljske.
Mednarodni položaj je postajal vse bolj zapleten. Novi knezoškof Varmije je postal kardinal Eneas Silvio Piccolomini, znan po svojih protevtonskih simpatijah. Leta 1458 je bil Piccolomini izvoljen za papeža Pija II. Drug zaplet je bila smrt češkega in ogrskega kralja Ladislava Posmrtnega in izvolitev Jurija Podjebradskega za njegovega naslednika.
Spomladi 1458 je Kazimir IV. ponovno začel množično novačiti vojake, vključno z Mazovijo. Kralj se ni oziral na nasvete češkega plačanca Jana Jiskre, ki je pričakoval konec vojne s Prusijo in začetek novega spopada z Ogrsko. Poljska vojska je preko pontonskega mostu čez Vislo blitu Torunja počasi vkorakala v Prusijo. V vojski so bili ponovno tudi Tatari. Vojska, tokrat dobro opremljena s topovi, je 10. avgusta prišla do Malborka. Obleganje je bilo ponoven polom, delno zaradi dolgotrajnih pogajanj in delno zaradi premajhne agresivnosti. Vojaki so začeli dezertirati in se vračati na Poljsko.
V Spodnji Prusiji je izbruhnil kmečki upor proti poljski oblasti. Kmetje so zavzeli nekaj gradov in jih predali tevtonskemu viteškemu redu ter izjavili, da so se pripravljeni boriti na njegovi strani proti Poljski.
Kralj se je medtem z Janom Giskro kot posrednikom pogajal s tevtonskimi vitezi. Poljaki so ponovno predlagali, naj Tevtonski red odide iz Prusije v Podolje. Križarji so s predlogom strinjali, vendar niso nameravali zapustiti Prusije. V nekem trenutku je bila podpisana devetmesečna prekinitev ognja, ko je vse kazalo, da se bo vojna končala, pa so pruski deželni stanovi prepričali kralja,  da prekine pogajanja.
Eden od pozitivnih premikov je bil mir z Dansko. Danski kralj Kristijan I. je končno osvojil Švedsko, vendar je švedski kralj Karel VIII. pobegnil na Poljsko in začel finančno podpirati poljsko stvar. Gdansk in Karel VIII. sta začela najemati več zasebnikov, kar je resno škodilo trgovini na Baltiku. Kristijan I. se je zato julija 1458 odločil podpisati premirje, ki je bilo maja 1459 podaljšano na štiri leta in nato na 20 let.
Leta 1459 je Johannes von Baysen umrl. Novi guverner Prusije je postal njegov brat Stibor. Tevtonski vitezi so vdrli v poljska ozemlja in dosegli nekaj uspehov, zlasti poveljnik Kaspar Nostitz iz Hojnic.  Posredovati so poskušali primer bavarski in avstrijski vojvode ter livonski škofje, vendar jih je Poljska vse zavrnila. Resnejšega posredovanja se je lotil papež Pij II., ki je poskušal sestaviti koalicijo proti osmanskim Turkom. Odložil je prekletstvo nad Prusko zvezo in izrecno izjavil, da je prekletstvo veljalo tudi za Poljsko. Njegova izjava je ogorčila Kazimirja, ki je zato zavrnil prihod papeškega legata Hieronima Landusa. 3. junija 1460 je papež ponovno aktiviral prekletstvo proti Prusiji, Poljski in poljskemu kralju. Istočasno je češki kralj Jurij Podjebradski aretiral Oldřicha Červenko→ in njegove tovariše ter se strinjal, da bo na ozemlju svojega kraljestva najemal vojake za tevtonsko vojsko.
21. marca 1460 je poljska vojska ob podpori meščanov Gdanska in kmetov začela oblegati mesto Marienburg; mestni grad Malbork je bil že pod poljskim nadzorom. Tokrat je imela vojska sposobnejšega poveljnika Lubieszowskega in dovolj topništva. Lubieszowski je med obleganjem umrl in zamenjal ga je Jan Koscielecki z Johannom Meydeburgom iz Gdanska kot svetovalcem. Mesto Marienburg je dokončno kapituliralo 5. julija. Župan Marienburga Blume je bil obešen kot izdajalec, saj je obljubil zvestobo poljskemu kralju, a je pozneje odprl vrata Marienburga tevtonskim vitezom.
Na poljske uspehe so se tevtonski vitezi hitro odzali in ponovno zavzeli nekaj mest v  zahodni Prusiji. Julija 1460 so premagali vojsko Gdanska pri Praustu (Pruszcz Gdański) in požgali predmestja Gdanska. Hansa je zaprosilo za pomoč kralja Kazimirja. Tevtonski vitezi so osvojili  tudi Lauenburg (Lębork) in Bütow (Bytów), ki sta bila v posesti Erika II. Pomorjanaskega,  Lebo (Łeba) in Putzig (Puck), v katerem so bili najemniki Karla VIII. Bernard von Zinnenberg je zavzel tudi grad Schwetz (Świecie). Torunj  je tja takoj poslal vojake, ki so s pomočjo kraljeve vojske začeli oblegati mesto. V Varminski škofiji je zavladal  Paul von Legensdorf, ki ga je imenoval papež in je obljubil nevtralnost med tevtonskimi vitezi in poljskim kraljem. Zaradi nevtralnosti je postal priljubljen med meščani in kmeti, utrujenimi od vojne.
Položaj Poljske je postal obupen. Tevtonska vojska je enega za drugim povrnila gradove in mesta v Prusiji. Notranje razmere v državi so bile pesimistične zaradi spora med papežem in kraljem glede imenovanja novega krakovskega škofa, saj sta bila tako kralj kot papež prepričana, da drugi nima pravice izbirati novega škofa.
Poljski kralj je ponovno pozval k množičnemu naboru, vendar je večina plemstva zavrnila sodelovanje, potem ko so Tęczynskega v Krakovu ubili meščani v sporu glede plačila za njegov oklep. Poveljniki, med njimi Piotr iz Szamotulyja, so bili neorganizirani. Po  napadih na pomorjansko  vojvodino Erika II. se je vojska po nekaj tednih vrnila domov. Neuspeh zadnjega  množičnega nabora in tevtonska osvojitev Varmije, zadnje poljske oporne točke, sta Kazimirja prepričala, da je treba vojno prepustiti profesionalcem. Plemstvo je privolilo v plačilo novih davkov za najem in vzdrževanje rednejše vojske. Novi poveljnik je postal Piotr Dunin, inovativni vodja iz Prawkowic.

### Druga faza
Leta 1461 je Poljska dosegla velik uspeh z zavzetjem gradu Schwetz. Uspešni so bili tudi poljski privatni kapitani, ki jih je najel Gdansk, čeprav se niso spopadali samo s tevtonskimi ladjami in zasebniki, ampak tudi z ladjami iz Lübecka. Prva skupina rednih poljskih vojakov,  sprva okoli 2000, je prišla v Prusijo okoli oktobra 1461 pod poveljstvom Piotra Dunina. Dunin je takoj dosegel dva uspeha in zajel gradova Lessen in Stuhm. Tevtonski vitezi so istočasno zavzeli nekaj poljskih mest in gradov, med njimi Brodnico brez gradu, ki je ostal v poljskih rokah, in Stargard. Sejm je na zasedanju v mestu Nowe Miasto Korczyn na Malopoljskem sklenil uvesti nove davke za povečanje redne poljske vojske. Dunin je šele poleti 1462 po izgubi gradu Brodnica končno lahko začel resneje ukrepati. Njegov prvi uspeh je bila osvojitev gradu Frauenburg (Frombork) in požig Fischhausena.
Kazimir IV. zaradi težav v Litvi ni mogel izkoristiti poljskih uspehov. Litovci so namreč zavrnili zamisel o selitvi Tevtonskega reda v Podolje, tudi če bi Litva na ta račun pridobila ozemlje v Prusiji. To je prisililo kralja, da je začel nova pogajanja s Tevtonskim redom, tokrat s posredniki iz Hanse. 3. julija 1462 so se začela pogajanja v Torunju. Med poljskimi pogajalci sta bila Jan Długosz in rektor Krakovske akademije Jan Dąbrówski. Med pruskimi predstavniki sta bila Gabriel in Stibor von Baysen ter odposlanci večjih mest. Poljaki in Prusi so trdili, da je Pomorjansko od nekdaj pripadalo Poljski, pri čemer so poudarjali slovanska krajevna imena in slovanski jezik prebivalcev, davek sv. Petra, ki ga je plačevalo Pomorjansko, in da je Pomorjansko pripadalo poljski škofiji Włocławek. Prav tako so močno poudarili, da bodo Prusi zaprošeni za vključitev Prusije v Kraljevino Poljsko. Poskušali so tudi dokazati, da je bila celo vzhodna Prusija v preteklosti na nek način vezana na Poljsko. Tevtonski vitezi so dvomili v vse nasprotnikov argumente in pretekle papeške razsodbe. Namesto tega so odločno poudarili, da je Poljska uradno odstopila od vseh zahtevkov po Pomorjanskem in Helminskem, ter opozorili na cesarjevo izjavo iz leta 1453, s katero je prepovedal vsakršno opozicijo v Prusiji. Hanzeatski posredniki so predlagali dvajsetletno premirje, vendar je bil njihov predlog zavrnjen. Poljaki so ponovno predlagali premestitev Tevtonskega reda v Podolje, kar je bilo tudi zavrnjeno. Neuradno so Poljaki neuspešno predlagali tudi to, da bi tevtonski red v Sambiji prenehal biti poljski vazal. Nazadnje so Poljaki zahtevali vsaj Pomerelijo, Helminsko, Marienburg in Elbing. Ko je bilo tudi to zavrnjeno, so pogajanja propadla.
Tok vojne je spremenila bitka pri Świecinu (Schwetz), v kateri  je padel odlični tevtonski poveljnik Fritz Raweneck. Po tej bitki so Poljaki ob podpori Oldřicha Červenke, izpuščenega iz češkega zapora, prešli v ofenzivo. 27. julija 1463 je Dunin začel oblegati Mewe. Zaradi velikega strateškega pomena mesta in gradu je veliki mojster Tevtonskega reda tja poslal okrepitve. Tevtonska vojska pod poveljniki von Plauenom, von Zinnenbergom in velikim mojstrom se je zbrala v Stargardu. 15. septembra 1463 je 30 ladij iz Gdanska in Elbinga v bitki pri Zatoki Świeżi uničilo 44 ladij tevtonske mornarice. Kmalu po bitki je von Zinnenberg s soglasjem Tevtonskega reda sklenil sporazum s Poljsko in se umaknil iz vojne, a je v svoji posesti obdržal nekaj gradov na Helminskemu. Mewe je kapituliral 1. januarja 1464.
Tevtonski vitezi so zašli v resne finančne težave. Od Svetega rimskega cesarstva so vsako leto prejeli manj denarja. Njihovi plačanci, jedro tevtonske vojske, niso bili plačani in so zavračali vsako resno ofenzivo. Istočasno sta vojski Poljske in Pruske zveze, predvsem Gdanska, nadaljevali z ofenzivo.
Dunin je zavzemal vse več gradov. Mazovci, besni zaradi tevtonskih napadov, so množično organizirali nabore in zavzeli grad Soldau (Działdowo). Kralj je moral ponovno zapustiti Poljsko in oditi v Litvo, potem pa so finančne težave ustavile tudi poljsko napredovanje. Zastoj je leta 1465 sprožil nov krog pogajanj, ki so bila spet neuspešna.
Leta 1466 se je knezoškof Varmije Paul von Legensdorf odločil, da se pridruži poljskim silam in napove vojno Tevtonskemu viteškemu redu. Poljskim silam pod vodstvom Dunina je 28. septembra 1466 končno uspelo zavzeti tudi Hojnice.
Zaradi poljskih uspehov se je izčrpani Tevtonski red odločil za nova pogajanja, kar je dobro dokumentiral kronist Jan Długosz. Novi posrednik je bil papež  Pavel II. S pomočjo papeškega legata Rudolfa iz Rüdesheima je bil 19. oktobra 1466 podpisan Drugi torunjski mir. Zahodna Prusija je postala avtonomna poljska provinca, pozneje znana kot Kraljeva Prusija. Pod poljsko krono je prišla tudi Varminska škofija. Vzhodna Prusija je ostala pod nadzorom tevtonskih vitezov, vendar kot vazal poljskega kralja. Veliki mojster je prejel naziv senator poljskega kraljestva. Sporazum je podpisal papeški legat s pripisom: »Obe strani sta se strinjali, da papeževa odobritev sporazuma ni potrebna, vendar ga bosta prosili za potrditev, da bi zagotovili njegovo veljavnost.«  Sporazumu sta pozneje oporekala papež Pavel II. in cesar Friderik III.

## Sklica
1. ↑  Daniel Stone (2001). The Polish–Lithuanian State, 1386–1795. University of Washington Press. str. 29–30.
2. ↑  (nemško) Kriegsreisende.de